# Braux (Ardennes)
Braux is een plaats en voormalige gemeente in het Franse departement Ardennes in de regio Grand Est.

## Geschiedenis
De kapittelkerk Saint-Vivent gaat terug op een 9e-eeuwse kerk gewijd aan Sint-Pieter die werd gesticht door Ebbo, aartsbisschop van Reims. Die gaf aan de kerk relieken van de heiligen Vivent en Panteleon. De cultus van de heilige Vivent werd populair en trok bedevaarders aan. Zodoende werd de naam van de kerk gewijzigd. Aartsbisschop Hincmar van Reims stelde een kapittel van twaalf kanunniken in. Het kapittel verkreeg uitgebreide landerijen in de omgeving, waaronder in Nouzonville. In de 16e, 17e en 18e eeuw kreeg de kerk haar huidige uiterlijk. Het kapittel verdween na de Franse Revolutie.
Op 1 januari 1967 fuseerde Braux met Château-Regnault-Bogny en Levrézy tot de gemeente Bogny-sur-Meuse, waarvan Braux de hoofdplaats werd.
Braux · Bogny · Château-Regnault · L'Hermitage · Levrézy